# Le Mont-sur-Lausanne
Le Mont-sur-Lausanne är en ort och kommun i distriktet Lausanne i kantonen Vaud, Schweiz. Kommunen har 9 272 invånare (2023).